# 萨克罗法诺
萨克罗法诺（義大利語：Sacrofano），是意大利拉齐奥大区罗马首都广域市的一个市镇。总面积28.49平方公里，人口7458人，人口密度261.8人/平方公里（2009年）。ISTAT代码为058093。